# Gundsø kommun
Gundsø kommun var en kommun i Roskilde amt, Danmark. Kommunen hade 15 749 invånare (2005) och en yta på 63,52 km². Den bildades som en sammanslagning av Gundsømagle, Hvedstrup, Jyllinge, Kirkerup och Ågerup socknar vid den danska kommunreformen 1970. Den blev som en följd av danska kommunreformen 2007 sammanslagen med Ramsø kommun och Roskilde kommun. Namnet på den 2007 bildade kommunen är Roskilde kommun (da Roskilde Kommune).